# Crkvina (nekropola kod Hutova)
Nekropola na Crkvini nalazi se pored mjesta Hutovo u općini Neum. Sam lokalitet nalazi se uz put koji vodi prema Popovu polju, prema Veljoj Međi. Proglašena je nacionalnim spomenikom Bosne i Hercegovine. U njenoj blizini je i nekropola Karasivica ili Drijenjak sa stećcima. 
Nekropola datira u vrijeme kasnog srednjeg vijeka i ranog osmanskog perioda (od 14. do kraja 15. stoljeća). Smještena je u starom napuštenom groblju, a površine je od oko 80 (u smjeru sjeveroistok-jugozapad) x 50 (u smjeru sjeverozapad-jugoistok) m, podijeljene lokalnim putem na dva dijela: sjeverni i južni. Ukupno je izbrojen 101 stećak, i to: 32 sanduka i 69 ploča. Većina spomenika je slabo obrađena izuzev par velikih stećaka u obliku sanduka i ploča koji su dobre obrade. Orijentirani su u smjeru sjeverozapad-jugoistok.
U sjevernom dijelu nekropole nalaze se ostatci donjih dijelova zidova građevine, za koju lokalno stanovništvo vjeruje da je bila crkva. Ostatci se sastoje od dijelova tri zida, i to: sjeverni zid (jedini sačuvan u cijelosti) u dužini od 4 m, i širini od 0,6 m, zapadni zid dug 2 m, a istočni zid 2,55 m, s ulazom širine 0,9 m. Iako su zidovi u većini u stanju raspadanja, jasno se vidi mjesto ulaza. Blizu ove građevine stećci su nagomilani zbog pomjeranja, a ispred nje je najveća skupina stećaka, uglavnom dobro obrađenih velikih ploča ili niskih sanduka, a južnije su slabo obrađene tanke ploče i niski sanduci. U tom dijelu groblja šest je ukrašenih spomenika: četiri sanduka i dvije ploče od kojih je jedna (s najviše ukrasnih motiva) prenesena u dvorište crkve sv. Ivana u Hutovu. Na ovom dijelu nekropole dosta je razbacanog kamenja (prirodnog i jedva oklesanog) te dva fragmenta nekog arhitektonskog elementa ukrašenog kanelurama koji su vjerojatno arhitektonski ostatci iz (kasno)antičkog vremena. U južnom dijelu nekropole nekoliko je velikih, dobro obrađenih i neukrašenih sanduka i ploča, većinom ugrađenih u suhozide. Spomenici nisu gusto poredani niti pomjerani kao na sjevernom dijelu. Na ovom dijelu nekropole u većem broju mogu se uočiti stari grobovi s neograđene niskim i tankim pločama.